# LORA (pocisk)
LORA, Lora (ang. Long Range Attack) – izraelski taktyczny pocisk balistyczny krótkiego zasięgu (SRBM).
Pocisk może być uzbrojony w głowicę konwencjonalną o masie 400 kg lub penetracyjną o masie 600 kg. Pocisk umożliwia programowalne zmiany trajektorii lotu w fazie startowej oraz w fazie terminalnej, w celu utrudnienia ustalenia miejsca położenia wyrzutni oraz przechwycenia samego pocisku po powrocie w gęste warstwy atmosfery. Lora może być wystrzeliwana zarówno z wyrzutni samochodowych, jak też okrętowych. W pierwszym przypadku, czas przygotowania do startu wynosi 10 sekund, sam zaś lot pocisku po wystrzeleniu trwa do 10 minut. Naprowadzany za pomocą układu GPS / INS pocisk, charakteryzuje między innymi bardzo niska emisja elektromagnetyczna. Lora przeznaczona jest do wykonywania nagłych uderzeń na cele lądowe, w tym wyrzutnie pocisków balistycznych przeciwnika, systemy radarowe, systemy rakietowe ziemia-powietrze, naziemne lub podziemne centra dowodzenia i łączności. Bardzo niski współczynnik możliwego błędu celności (CEP poniżej 10 m), czyni ten pocisk dobrym środkiem ataku na newralgiczne cele na linii frontu lub zapleczu przeciwnika. Pocisk na stałe umieszczony jest w hermetycznym kontenerze, przy czym czas przechowywania pocisku bez otwarcia kontenera, wynosi 7 lat.

## Użytkownicy
- Azerbejdżan[1]